# Lutcza
Lutcza – wieś w Polsce, położona w województwie podkarpackim, w powiecie strzyżowskim, w gminie Niebylec, na Pogórzu Dynowskim nad rzeką Stobnicą.
W II Rzeczypospolitej miejscowość w powiecie rzeszowskim województwa lwowskiego.
W 1943 Niemcy, którym pomagała Ukraińska Policja Pomocnicza, zamordowali tutaj 10 Polaków.
W latach 1954–1972 wieś należała i była siedzibą władz gromady Lutcza. W latach 1975–1998 miejscowość administracyjnie należała do województwa rzeszowskiego.
Wieś zajmuje powierzchnię 28,16 km².

## Części wsi
| SIMC    | Nazwa          | Rodzaj     |
| ------- | -------------- | ---------- |
| 0656752 | Buczyny        | część wsi  |
| 0656769 | Delikatówka    | część wsi  |
| 0656775 | Dół            | część wsi  |
| 0656781 | Dudkówka       | część wsi  |
| 0656798 | Gąsiorówki     | część wsi  |
| 0656806 | Góra           | część wsi  |
| 0656812 | Granica        | część wsi  |
| 0656918 | Kąty Luteckie  | przysiółek |
| 0656829 | Kobyla         | część wsi  |
| 0656835 | Małówka        | część wsi  |
| 0656841 | Nowa Wieś      | część wsi  |
| 0656858 | Pod Domaradzem | część wsi  |
| 0656864 | Podlas         | część wsi  |
| 0656870 | Podsochówka    | część wsi  |
| 0656887 | Roślówka       | część wsi  |
| 0656893 | Szopówki       | część wsi  |
| 0656901 | Za Dworem      | część wsi  |

Przez wieś przebiega droga krajowa nr 19.

## Historia
Lutcza założona została przed rokiem 1390. Król Władysław II Jagiełło, pismem datowanym w Skokach, 5 października 1390, oznajmił Czadorowi z Potoka o decyzji przeniesienia wsi Prochnya, Wuzne, Babice, Slunki, Minussiznow, Lustscha, Domaradz in Sandomiriensi, Sadowe, Potok et Blynow z prawa polskiego na magdeburskie. Decyzja została zatwierdzona przez króla w Krakowie 20 października 1390 na prośbę Stanisława Procheńskiego z rodu Gryfitów. Według Jana Długosza dziedzicem Lutczy był Jakub Czepielowski herbu Gryf. W pierwszej połowie XV w. dziedzicami Lutczy byli bracia Andrzej i Jakub. Czador z Potoka h. Gryf, pismem datowanym na środę po święcie Paschy – 17 kwietnia 1392, powierzył swemu zaufanemu, Mikołajowi Bessegerowi, ulepszenie dziedzictwa (stanu posiadania) we wsi Lutcza nad rzeką Stobnyczą (ob. Stobnica). 16 czerwca 1460 bracia: Marcin, Mikołaj, Jan i Stanisław Machowscy herbu Awdaniec ufundowali w Konieczkowej parafię z wydzielonych okręgów parafialnych Lutczy, Połomi i Czudca. Nową parafię erygował 14 lipca 1464 biskup krakowski Jan Gruszczyński. W 1536 wsią Ludcza władają Stanisław Domaradzki i Bernard Czepielowski. W 1581 w okręgu Lutcza występuje Bonarówka. Patronat szlachecki nad ówczesną parafią w Lutczy sprawują Czepielowscy, Strzyżowscy, Izdebscy i Domaradzcy.
W latach 1795–1918 Lutcza znalazła się w obrębie zaboru austriackiego, natomiast po odzyskaniu niepodległości przez Polskę weszła w skład województwa lwowskiego.
Po II wojnie światowej Lutcza znalazła się w obrębie województwa rzeszowskiego, a od 1999 – podkarpackiego.

## Środowisko przyrodnicze
Teren Lutczy znajduje się w całości w obrębie Pogórza Dynowskiego, które stanowi część makroregionu Pogórza Środkowobeskidzkiego. Obszar zajmowany przez miejscowość charakteryzuje się urozmaiconą rzeźbą terenu, wysokości bezwzględne wahają się w granicach około 250–460 m n.p.m. Grzbiety górskie są rozcięte usytuowaną równolegle do nich doliną rzeki Stobnicy o przebiegu równoleżnikowym, której szerokość wynosi 300–600 m w obrębie wsi. Średni spadek terenu wynosi 10–20%.
Lutcza położona jest w obrębie klimatu wyżyn podkarpackich – głównym czynnikiem kształtującym klimat jest wpływ gór i wyżyn. Powoduje to wysokie dobowe amplitudy temperatury oraz wysokie roczne sumy opadów (700–800 mm), zwłaszcza w dolinie Stobnicy. Częstym zjawiskiem jest także występowanie inwersji temperatury, która powoduje powstawanie mgieł. Średnie roczne wartości temperatury powietrza wahają się od 7,5 do 7,8 °C, natomiast okres wegetacyjny trwa 200 dni. Okres bezprzymrozkowy wynosi średnio 157 dni.
Przeważającym kompleksem leśnym na terenie Lutczy jest buczyna karpacka w formie podgórskiej, w której dominującymi gatunkami drzew są: buk, jodła i sosna. Na stokach wzniesień występuje grąd, natomiast w dolinach potoków występują zbiorowiska łęgów.

## Demografia
Pod względem liczby ludności Lutcza zajmuje pierwsze miejsce w gminie. W 2006 zamieszkiwało ją 2 200 mieszkańców, z czego 103 osoby mieszkały w Kątach Luteckich, które są wydzielane odrębnie, gdyż leżą na pograniczu miejscowości i są bardziej związane z Gwoźnicą Górną. Natomiast w przypadku gęstości zaludnienia miejscowość zajmuje ostatnie miejsce w gminie (78,1 osób/km²).
| Rok  | Liczba mieszkańców | Rok  | Liczba mieszkańców | Rok      | Liczba mieszkańców |
| ---- | ------------------ | ---- | ------------------ | -------- | ------------------ |
| 1536 | 44                 | 1984 | 2367               | 1994     | 2249               |
| 1581 | 58                 | 1985 | 2370               | 1995     | 2256               |
| 1785 | 1665               | 1986 | 2372               | 1996     | 2230               |
| 1870 | 2320               | 1987 | 2284               | 1997     | 2223               |
| 1879 | 2617               | 1988 | 2289               | 1998     | 2103               |
| 1880 | 2713               | 1989 | 2271               | 1999     | 2231               |
| 1930 | 2840               | 1990 | 2273               | 2000     | 2226               |
| 1938 | 2910               | 1991 | 2247               | 2001     | 2245               |
| 1983 | 2363               | 1992 | 2242               | 2009 (?) | 2254               |
|      |                    |      |                    | 2021     | 2262               |

## Zabytki
- Kościół filialny pw. Wniebowzięcia Najświętszej Maryi Panny, wzniesiony w II poł. XV w., rozbudowany w I poł. XVI w., m.in. o murowaną zakrystię, a także prawdopodobnie w I poł. XVII w. (budowa wieży, wzmocnienie ścian lisicami). Dziedzice Domaradzcy z Gryfitów ufundowali parafię w Lutczy wymienianą 24 stycznia 1442. W 1670 kościół został częściowo zniszczony pożarem. Odbudowano go i odnowiono dopiero po 1722. Z tego okresu pochodzą m.in. strop z fasetą, zaskrzynienia, dach z wieżyczką na sygnaturkę, okna nawy. Świątynię konsekrowano w 1743[7][9].

## Kaplice
W Lutczy znajduje się ponad 60 kapliczek przydrożnych, m.in.:
- Kaplica na cmentarzu I na „Małówce” z 1898, wzniesiona przez hrabiego Łosia, właściciela Żyznowa, którą ufundował po śmierci żony Heleny ze Straszewskich, zmarłej 7 lipca 1898. We wnętrzu kaplicy nagrobek Jadwigi Straszewskiej zmarłej w 1890, przeniesiony z cmentarza. Na ścianie południowej widnieje tablica inskrypcyjna „ŚP. Heleny ze Straszewskich hr. Łosiowej”, zaś na północnej „ŚP. Kantego Wolskiego spoczywającego na tym cmentarzu ur. 1801 i zm. w 1867”.
- Kaplica Św. Krzyża na obszarze podworskim (w odległości 1 km przy drodze od starego kościoła do Domaradza). W niej znajdował się krzyż z wizerunkiem Chrystusa ukrzyżowanego, który w latach 60. został przeniesiony do starego kościoła na belkę tęczową, a następnie zdjęty stamtąd i umieszczony w nowym kościele przy stacji XII drogi krzyżowej.